# Kajsa Andersson-Berg
Kajsa Andersson-Berg, född 2 april 1986 i Norrköping är en svensk musikalartist och skådespelare.

## Biografi
Andersson-Berg är utbildad inom musikal, dans och teater. Hon har studerat på bland annat Performing Arts School i Göteborg och Mälardalens högskola.
Andersson-Berg har medverkat i flera musikaler på både Göteborgsoperan och Östgötateatern. Hon har bland annat spelat i "Crazy for you", "Hans och Greta" och "Simon Boccanegra". I Norrköping har hon medverkat i revyer för Chopp Event, Ulf Holmertz och Arbisteatern.
Andersson-Berg är även skådespelare och koreograf. Hon har bland annat skrivit och regisserat föreställningar för Halloween och Sagojul på Kolmårdens djurpark.
Kajsa Andersson-Bergs roller inkluderar: "Maggan" i musikalen "Fångad" på Tandla kulturhus i Eskilstuna, "Frida" i musikalen "Chicago" på Östgötateatern, "Chantelle" i musikalen "La cage aux folles" på Östgötateatern.